# Venta de Baños
Venta de Baños és un municipi a la província de Palència, a la comunitat autònoma de Castella i Lleó. La població és coneguda per ser un important enllaç ferroviari que ressegueix el curs del Pisuerga i que també fou el motiu de fundació del poble de las Ventas. És conegut també per la basílica visigoda de San Juan de Baños a la localitat de Baños de Cerrato. El municipi limita al nord i oest amb Villamuriel de Cerrato, al nord amb Magaz de Pisuerga i Soto de Cerrato, al sud amb Tariego de Cerrato i Dueñas, a l'est amb Hontoria de Cerrato.

## Administració
| Període      | Nom de l'alcalde/-essa | Partit polític | Data de possessió |
| ------------ | ---------------------- | -------------- | ----------------- |
| 1979 - 1983  | Javier Hernández       | PCE            | 19/04/1979        |
| 1983 - 1987  | Javier Hernández       | PCE            | 28/05/1983        |
| 1987 - 1991  | Javier Hernández       | IU             | 30/06/1987        |
| 1991 - 1995  | Javier Hernández       | IU             | 15/06/1991        |
| 1995 - 1999  | Jesús Serrano          | PANCAL         | 17/06/1995        |
| 1999 - 2003  | Celinda Sánchez        | PP             | 03/07/1999        |
| 2003 - 2007  | Consolación Pablos     | PSOE           | 14/06/2003        |
| 2007 - 2011  | Consolación Pablos     | PSOE           | 16/06/2007        |
| 2011 - 2015  | n/d                    | n/d            | 11/06/2011        |
| 2015 - 2019  | n/d                    | n/d            | 13/06/2015        |
| 2019 - 2023  | n/d                    | n/d            | 15/06/2019        |
| Des del 2023 | n/d                    | n/d            | 17/06/2023        |

## Demografia
| 1996  | 1998  | 1999  | 2000  | 2001  | 2002  | 2003  | 2004  | 2005  | 2006  | 2007  |
| ----- | ----- | ----- | ----- | ----- | ----- | ----- | ----- | ----- | ----- | ----- |
| 6.461 | 6.410 | 6.303 | 6.188 | 6.058 | 6.024 | 6.027 | 5.967 | 5.965 | 5.880 | 6.164 |